# CA Los Andes
A Club Atlético Los Andes egy argentin labdarúgócsapat Lomas de Zamora városában. A egyesületet 1917. január 1-jén alapították. A klub jelenleg alacsonyabb ligákban szerepel és a 38 000 néző befogadására alkalmas Estadio Eduardo Gallardónban játssza hazai mérkőzéseit. A klub színei a piros és a fehér.
A klub három alkalommal is szerepelt az első osztályban: először 1961-ben, majd 1968 és 1971 között. A klub legjobb helyezését 1968-ban érte el, amikor az összesített tabellán a 8. helyig jutottak. Utoljára a 2000–01-es szezonban szerepeltek a Primera Divisiónban, ám mivel kieső helyen végeztek így kiestek a másodosztályba.

## Fordítás
Ez a szócikk részben vagy egészben  a   Club Atlético Los Andes című angol Wikipédia-szócikk fordításán alapul.  Az eredeti cikk szerkesztőit annak laptörténete sorolja fel. Ez a jelzés csupán a megfogalmazás eredetét és a szerzői jogokat jelzi, nem szolgál a cikkben szereplő információk forrásmegjelöléseként.